# Pauline Harvey
Pour les articles homonymes, voir Harvey.
Pauline Harvey, née le 17 novembre 1950 à Alma, Saguenay–Lac-Saint-Jean (Québec), est une poète et romancière québécoise.

## Biographie
Après un diplôme d'études collégiales, elle entreprend des études supérieures en littérature, en journalisme et en philosophie à l'Université Laval et à l'université de Vincennes (Paris VIII).
Elle est un temps journaliste à Ottawa pour le compte de Radio-Canada, puis traductrice pour le gouvernement canadien. En parallèle, elle collabore à diverses revues, dont Mainmise, La Barre du jour, Lèvres urbaines, et donne à Montréal et à l'étranger des spectacles de poésie sonore.
En 1981, Le Deuxième Monopoly des précieux, son premier roman, lui vaut le prix des jeunes écrivains du Journal de Montréal. L'année suivante, La Ville au gueux obtient un gros succès critique et public.
En 1985, elle est lauréate du prix Molson de l'Académie des lettres du Québec pour Encore une partie pour Berri.
Elle reçoit en 1992 le prix Québec-Paris pour Un homme est une valse.
Le fonds d'archives de Pauline Harvey est conservé au centre d'archives de Montréal de Bibliothèque et Archives nationales du Québec.

## Œuvres

### Romans
- Le Deuxième Monopoly des précieux, Éditions de la Pleine Lune, 1981 ; réédition, Bibliothèque québécoise, 1996
- La Ville au gueux, Éditions de la Pleine Lune, 1982 ; réédition, Bibliothèque québécoise, 1994
- Encore une partie pour Berri, Éditions de la Pleine Lune, 1985 ; réédition, Bibliothèque québécoise, 1995
- Pitié pour les salauds !, Éditions de l'Hexagone, 1989
- Un homme est une valse, Éditions Les Herbes rouges, 1992
- Lettres de deux chanteuses exotiques, Éditions Les Herbes rouges, 1995 (en collaboration avec Danielle Roger)
- Les Pèlerins, Éditions Les Herbes rouges, 1996
- L'Enfance d'un lac, Éditions Les Herbes rouges, 2012

### Poésie
- Ta dac tylo va taper, Éditions Cul Q, 1978

## Honneurs
- 1982 - Prix littéraires du Journal de Montréal, Le Deuxième Monopoly des précieux
- 1985 - Prix Molson du roman, Encore une partie pour Berri
- 1992 - Prix Québec-Paris, Un homme est une valse